# Terminalia (botanica)
Terminalia (L., 1767) è un genere di piante appartenente alla famiglia delle Combretaceae, diffuso nelle zone tropicali e subtropicali di America, Africa, Asia meridionale ed Australia. Al suo interno sono comprese quasi 300 specie, principalmente alberi in grado di raggiungere notevoli dimensioni.
Il nome viene dal latino terminus, con riferimento al fatto che le foglie appaiono all'estremità dei getti.

## Tassonomia
All'interno del genere Terminalia sono comprese 282 specie.

## Usi
Dagli alberi di questo genere si ricavano sostanze con proprietà medicinali, per esempio antibatteriche, anticancerogene ed epatoprotettive.